# Kleinmond
Kleinmond is een dorp in de provincie West-Kaap in Zuid-Afrika. De plaats is gelegen in de gemeente Overstrand. Het dorp heeft circa 6600 inwoners en is zeer toeristisch vanwege zijn ligging tussen de bergen aan de kust, omgeven door bossen.

## Subplaatsen
Het nationaal instituut voor de statistiek, Stats SA, deelt sinds de census 2011 deze hoofdplaats in in zogenaamde subplaatsen (sub place), c.q. slechts één subplaats:
Kleinmond SP.

## Zie ook

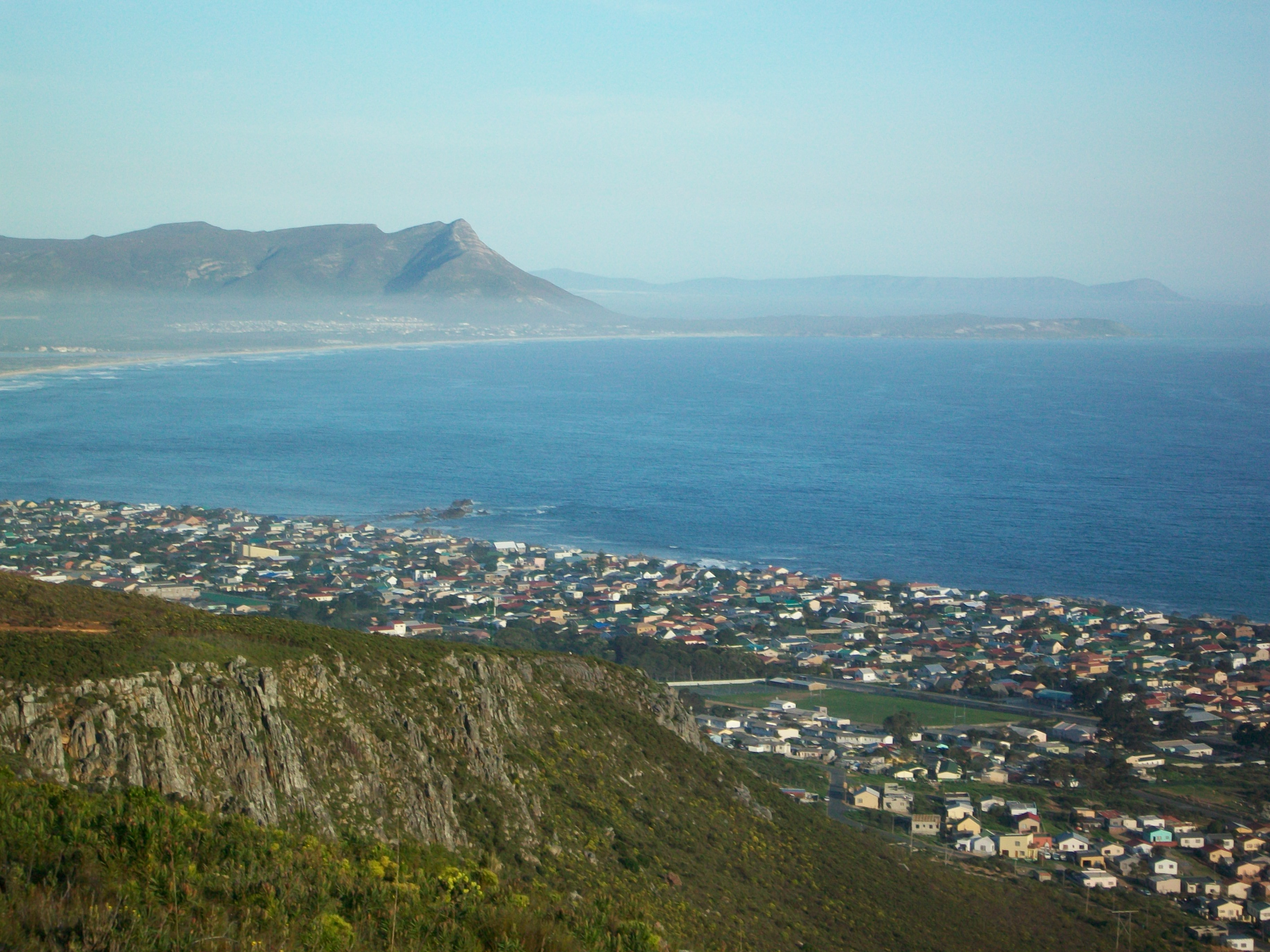
Kleinmond